# Torsion (Algebra)
Torsion ist das Phänomen der kommutativen Algebra, also der Theorie der Moduln über kommutativen Ringen, das sie fundamental von der (einfacheren) Theorie der Vektorräume unterscheidet. Torsion ist verwandt mit dem Begriff des Nullteilers.

## Hintergrund
Im Ring {\displaystyle \mathbb {Z} } folgt aus {\displaystyle 3\cdot q=0} immer {\displaystyle q=0}, denn {\displaystyle 3\in \mathbb {Z} } ist kein Nullteiler. (Tatsächlich ist {\displaystyle \mathbb {Z} } sogar nullteilerfrei.) In Moduln stellt sich die Situation aber gegebenenfalls anders dar. Sei dazu {\displaystyle \mathbb {Z} /3\mathbb {Z} } aufgefasst als {\displaystyle \mathbb {Z} }-Modul und {\displaystyle {\overline {2}}=2+3\mathbb {Z} } die Restklasse von {\displaystyle 2}. Dann gilt {\displaystyle 3\cdot {\overline {2}}={\overline {6}}={\overline {0}}}. Das Element {\displaystyle {\overline {2}}\in \mathbb {Z} /3\mathbb {Z} } sorgt also dafür, dass sich {\displaystyle 3} ähnlich wie ein Nullteiler verhält und wird daher Torsionselement in {\displaystyle \mathbb {Z} /3\mathbb {Z} } genannt. Es lässt sich zeigen, dass für beliebige Torsionselemente {\displaystyle m,n} eines {\displaystyle R}-Moduls {\displaystyle M}
und beliebige Ringelemente {\displaystyle r\in R}, auch {\displaystyle rm} und {\displaystyle m+n} wieder Torsionselemente sind. Sie bilden also einen Untermodul von {\displaystyle M}. In dem Beispiel mit {\displaystyle M=\mathbb {Z} /3\mathbb {Z} } und {\displaystyle R=\mathbb {Z} } ist der Torsionsuntermodul sogar ganz {\displaystyle M}.
Eine Gruppe {\displaystyle G} lässt sich zwar nur dann als {\displaystyle \mathbb {Z} }-Modul auffassen, wenn sie abelsch ist. Doch auch im nicht-abelschen Fall operiert {\displaystyle \mathbb {Z} } auf {\displaystyle G} durch {\displaystyle (z,g)\mapsto g^{z}}. Der Begriff der Torsion lässt sich auf diese Situation übertragen. Ein Element {\displaystyle g\in G} ist dann ein Torsionselement, wenn es ein {\displaystyle z\neq 0} gibt, so dass {\displaystyle g^{z}=e} gilt, wobei {\displaystyle e\in G} das Neutralelement bezeichnet. O.B.d.A. lässt sich {\displaystyle z>0} in so einem Fall immer positiv wählen.

## Globale Torsion

### Definitionen
In der einfachsten Form ist ein Torsionselement ein Element endlicher Ordnung in einer Gruppe oder einem Monoid, also ein Element {\displaystyle g}, für das es eine natürliche Zahl {\displaystyle n\in \mathbb {N} ^{+}} gibt, so dass {\displaystyle g^{n}=1} (bzw. {\displaystyle n\cdot g=0} in additiver Schreibweise) gilt.
Für den Torsionsbegriff der kommutativen Algebra sei {\displaystyle R} ein (kommutativer) Ring (mit Einselement) und {\displaystyle M} ein {\displaystyle R}-Modul.
- Die Torsion oder der Torsionsuntermodul von {\displaystyle M} ist der Untermodul derjenigen Elemente {\displaystyle m}, für die der Kern der Abbildung {\displaystyle R\to M}, {\displaystyle r\mapsto rm}, nicht nur Nullteiler enthält. In diesem Fall heißt {\displaystyle m} Torsionselement.
- Äquivalent dazu kann man den Torsionsuntermodul auch als den Kern des Homomorphismus

{\displaystyle M\to M\otimes Q}
definieren, wenn {\displaystyle Q} den Totalquotientenring von {\displaystyle R} bezeichnet.
- {\displaystyle M} heißt torsionsfrei, wenn der Torsionsuntermodul Null ist.
- {\displaystyle M} ist ein Torsionsmodul, wenn der Torsionsuntermodul gleich {\displaystyle M} ist. Man sagt dann auch manchmal kurz: {\displaystyle M} „ist Torsion“.

Ist {\displaystyle M} eine abelsche Gruppe (also {\displaystyle \mathbb {Z} }-Modul), so stimmen die beiden Definitionen von Torsionselementen überein. Man spricht dann analog von Torsions(unter)gruppen.

### Einfache Eigenschaften
- Ist {\displaystyle T} der Torsionsuntermodul von {\displaystyle M}, so ist {\displaystyle M/T} torsionsfrei. Es gibt also einen kanonischen Torsionsuntermodul und einen kanonischen torsionsfreien Quotienten, jedoch nicht umgekehrt.
- Das Bilden des Torsionsuntermoduls ist ein Funktor, d. h. ist {\displaystyle f\colon M\to N} ein Modulhomomorphismus, so bildet {\displaystyle f} den Torsionsuntermodul von {\displaystyle M} in den Torsionsuntermodul von {\displaystyle N} ab. Auch im Fall von Gruppen bildet ein Homomorphismus Torsionselemente stets auf Torsionselemente ab.
- Aus der alternativen Beschreibung des Torsionsuntermoduls als Kern einer Lokalisierung folgt unmittelbar, dass das Bilden des Torsionsuntermoduls ein linksexakter Funktor ist.

### Beispiele
- Torsionselemente der Gruppe {\displaystyle \operatorname {SL} _{2}(\mathbb {Z} )} sind unter anderem {\displaystyle {\begin{pmatrix}0&1\\-1&0\end{pmatrix}}} und {\displaystyle {\begin{pmatrix}0&-1\\1&1\end{pmatrix}}}, ihr Produkt {\displaystyle {\begin{pmatrix}1&1\\0&1\end{pmatrix}}} hat dagegen unendliche Ordnung. In nicht abelschen Gruppen bilden die Torsionselemente also nicht notwendigerweise eine Untergruppe.
- Ein anderes Beispiel für diese Tatsache ist die unendliche Diedergruppe

{\displaystyle \langle x,y\mid x^{2}=y^{2}=1\rangle },
in der die Erzeuger Torsionselemente sind, aber beispielsweise {\displaystyle xy} nicht.
- {\displaystyle R} selbst, oder allgemeiner ein freier {\displaystyle R}-Modul, ist torsionsfrei. Ist insbesondere {\displaystyle R} ein Körper, so sind alle {\displaystyle R}-Moduln torsionsfrei.
- {\displaystyle \mathbb {Z} /n\mathbb {Z} } ist ein Torsionsmodul (über {\displaystyle \mathbb {Z} }) für jede natürliche Zahl {\displaystyle n}. Allgemein ist für einen Ring {\displaystyle R} und ein Ideal {\displaystyle J} von {\displaystyle R}, das nicht nur aus Nullteilern besteht, der Modul {\displaystyle R/J} ein Torsionsmodul.
- Ist {\displaystyle K} ein Körper, so ist der Torsionsuntermodul von {\displaystyle K^{\times }}, aufgefasst als abelsche Gruppe bzw. {\displaystyle \mathbb {Z} }-Modul, gleich der Gruppe der Einheitswurzeln in {\displaystyle K}.
- Torsionselemente in elliptischen Kurven und allgemeiner abelschen Varietäten werden als Torsionspunkte bezeichnet.

### Abelsche Torsionsgruppen
- Eine abelsche Torsionsgruppe ist genau dann endlich erzeugt, wenn sie endlich ist.
- Eine abelsche Torsionsgruppe ist die direkte Summe ihrer {\displaystyle p}-primären Untergruppen für jede Primzahl {\displaystyle p}, d. h. der Untergruppen der Elemente, deren Ordnung eine Potenz von {\displaystyle p} ist. Die {\displaystyle p}-primäre Untergruppe ist eine {\displaystyle p}-Gruppe.
- Wie das Beispiel der Faktorgruppe {\displaystyle \mathbb {Q} /\mathbb {Z} } zeigt, sind die Ordnungen der Elemente im Allgemeinen nicht beschränkt; auch die {\displaystyle p}-primäre Untergruppe {\displaystyle \mathbb {Q} _{p}/\mathbb {Z} _{p}} hat bereits diese Eigenschaft.
- Ist die Ordnung der Elemente beschränkt, so bedeutet das nicht, dass die Gruppe endlich erzeugt (und damit endlich) ist: In einem unendlichen direkten Produkt zyklischer Gruppen der Ordnung 2 hat jedes Element (außer dem neutralen Element) Ordnung 2.

### Torsionsfreie abelsche Gruppen
- Eine abelsche Gruppe ist genau dann torsionsfrei, wenn eine totale Ordnung existiert, die kompatibel mit der Gruppenstruktur ist.[1]

### Torsionsfreie Moduln
- Ist ein endlich erzeugter Modul über einem Hauptidealring torsionsfrei, so ist er frei. Dies gilt insbesondere für abelsche Gruppen.
- Ist ein endlich erzeugter Modul über einem Dedekindring torsionsfrei, so ist er projektiv.
- Flache Moduln sind torsionsfrei.[2] Über Dedekindringen (insbesondere also über Hauptidealringen) stimmen die Begriffe „flach“ und „torsionsfrei“ sogar überein.[3]

Das folgende Diagramm fasst diese Implikationen für einen Modul {\displaystyle M} über einem kommutativen Integritätsring {\displaystyle A} zusammen:

## Torsion bezüglich eines Ringelementes

### Definition der a-Torsion
Es seien {\displaystyle A} ein kommutativer Ring mit Einselement und {\displaystyle M} ein {\displaystyle A}-Modul. Im einfachsten Fall ist {\displaystyle A=\mathbb {Z} }; {\displaystyle M} ist dann lediglich eine abelsche Gruppe.
Für ein Ringelement {\displaystyle a\in A} ist
{\displaystyle M[a]=\{m\in M\mid am=0\}\cong \mathrm {Hom} _{A}(A/Aa,M)}
ein Untermodul, der als die {\displaystyle a}-Torsion von {\displaystyle M} bezeichnet wird. (Die Verwechslungsgefahr mit der Notation {\displaystyle M[f^{-1}]} für Lokalisierungen ist gering.) Auch die Notation {\displaystyle {}_{a}M} ist üblich.
Der Modul
{\displaystyle M[a^{\infty }]=\bigcup _{n\geq 1}M[a^{n}]=\{m\in M\mid \exists n\colon a^{n}m=0\}=\ker(M\to M\otimes A_{a})}
wird als {\displaystyle a^{\infty }}-Torsion bezeichnet.

### Eigenschaften
- {\displaystyle M[a]} ist auf natürliche Weise ein {\displaystyle A/a}-Modul.
- Der Funktor {\displaystyle M\mapsto M[a]} ist linksexakt (als darstellbarer Funktor vertauscht er sogar mit beliebigen Limites); genauer gilt: ist

{\displaystyle 0\to M'\to M\to M''\to 0}
eine exakte Folge von {\displaystyle A}-Moduln, so ist
{\displaystyle 0\to M'[a]\to M[a]\to M''[a]\to M'/aM'\to M/aM\to M''/aM''\to 0}
exakt, wie unmittelbar aus dem Schlangenlemma folgt.
- Der Torsionsuntermodul von {\displaystyle M} ist die Vereinigung der {\displaystyle M[a]} für alle Nichtnullteiler {\displaystyle a\in A}.
- Für Ringelemente {\displaystyle a,b} ist {\displaystyle b\cdot M[ab]=(bM)[a]\subseteq M[a]}.
- Für eine abelsche Gruppe {\displaystyle M} und eine Primzahl {\displaystyle p} ist {\displaystyle M[p^{\infty }]} der {\displaystyle p}-primäre Anteil der Torsion von {\displaystyle M}.

### Tate-Modul
Ist {\displaystyle M} eine abelsche Gruppe und {\displaystyle \ell } eine Primzahl, so ist der projektive Limes
{\displaystyle T_{\ell }(M)=\varprojlim _{n}M[\ell ^{n}]}
(die Übergangsabbildungen sind durch die Multiplikation mit {\displaystyle \ell } gegeben) ein {\displaystyle \mathbb {Z} _{\ell }}-Modul (ganze {\displaystyle \ell }-adische Zahlen), der als {\displaystyle \ell }-adischer Tate-Modul von {\displaystyle M} (nach John Tate) bezeichnet wird. Durch den Übergang zu
{\displaystyle V_{\ell }(M)=T_{\ell }(M)\otimes _{\mathbb {Z} _{\ell }}\mathbb {Q} _{\ell }}
erhält man einen Vektorraum über einem Körper der Charakteristik 0; dies ist insbesondere für darstellungstheoretische Betrachtungen vorteilhaft.
Das wichtigste Beispiel für diese Konstruktion ist der Tate-Modul zu einer elliptischen Kurve {\displaystyle E} über einem nicht algebraisch abgeschlossenen Körper, dessen Charakteristik nicht {\displaystyle \ell } ist. Der Tate-Modul {\displaystyle T_{\ell }(E)} ist als {\displaystyle \mathbb {Z} _{\ell }}-Modul isomorph zu {\displaystyle \mathbb {Z} _{\ell }^{2}} und trägt eine natürliche Operation der Galoisgruppe. Im Fall der multiplikativen Gruppe {\displaystyle \mathbb {G} _{\mathrm {m} }} ist der zugehörige Tate-Modul vom Rang 1. Er wird mit {\displaystyle \mathbb {Z} _{\ell }(1)} bezeichnet, die Operation der Galoisgruppe erfolgt durch den zyklotomischen Charakter.

## Verallgemeinerungen
Für {\displaystyle \mathbb {Z} }-Moduln ist der Torsionsuntermodul eines Moduls {\displaystyle M} gleich {\displaystyle \operatorname {Tor} _{1}(\mathbb {Q} /\mathbb {Z} ,M)}. Die Funktoren Tor können also als Verallgemeinerung des Begriffes des Torsionsuntermoduls angesehen werden.